# Louis Lewandowski
Louis (Lazarus) Lewandowski (Wreschen, (Poroszország), 1821. április 23. - Berlin, 1894. február 4.) német zsidó zeneszerző.

## Életpályája
Tizenkét évesen Berlinbe ment zongorát és éneket tanulni, és a zsinagóga szoprán szólistája lett. Később három évig A. B. Marx tanítványa volt, majd a Berlini Akadémián zeneszerzést tanult Karl Rungenhagen és Eduard Grell irányításával. 1840-ben a berlini zsinagóga karnagyává nevezték ki. Ebben a minőségében fontos szolgálatot tett a zsidó liturgikus zene fejlődésének.
1866-ban a “Királyi zeneigazgató” címet nyerte el. Nem sokkal ezután az berlini Új Zsinagóga karnagya lett. Ősi héber dallamokból énekkarra, kántorra és orgonára készült mesteri feldolgozásait egyszerűség és mély vallásos érzelem jellemzi. Számos tanítványából lett neves kántor.

## Emlékezete
Berlinben halt meg; a Weißensee temetőben lévő sírján a felirat: "Liebe macht das Lied unsterblich!" ( A szeretettől halhatatlanná lesz a dallam.)

## Főbb művei
az 1871-ben megjelent Kol Rinnah u-Tefillah énekkarra, a teljes egyházi év liturgikus megzenésítése;
- Todah ve-Zimrah (Hálaének) vegyeskarra,  szólóénekre és orgonára;
- 40 zsoltár szólóénekre, énekkarra és orgonára;
- Uwenucho Jomar; Zacharti Lach Ros Hasanah ünnepére;
- Ve’al Chatajim jom kippur ünnepére;
- szimfóniák, nyitányok, kantáták, dalok, orgonaművek.